# Genesis (film, 2004)
Pour les articles homonymes, voir Genesis (film).
Pour plus de détails, voir Fiche technique et Distribution.
Genesis est un film franco-italien de Claude Nuridsany et Marie Pérennou sorti en 2004.

## Synopsis
Un griot raconte, sous la forme d'un conte, la création mythique du monde.
La naissance de l'univers, la formation de la Terre, l'apparition de la vie, la sortie de l'eau, la conquête du paradis terrestre… Une saga furieuse et pleine de rebondissements défile sous nos yeux. Le film fait un lien entre notre vie et la création de l'univers.

## Fiche technique
- Titre : Genesis
- Réalisation : Claude Nuridsany et Marie Pérennou
- Scénario : Claude Nuridsany et Marie Pérennou
- Montage : Marie-Josèphe Yoyotte, Pauline Casalis
- Musique : Bruno Coulais
- Producteur : Alain Sarde
- Producteur exécutif : Christine Gozlan
- Société de production : Les Films de la Véranda, Les Films Alain Sarde, Studiocanal
- Pays d'origine :  France |  Italie
- Année de production : 2002
- Durée : 80 minutes (1 h 20)
- Dates de sortie :
- France : 20 octobre 2004

## Distribution
- Sotigui Kouyaté : le conteur